# 断椅

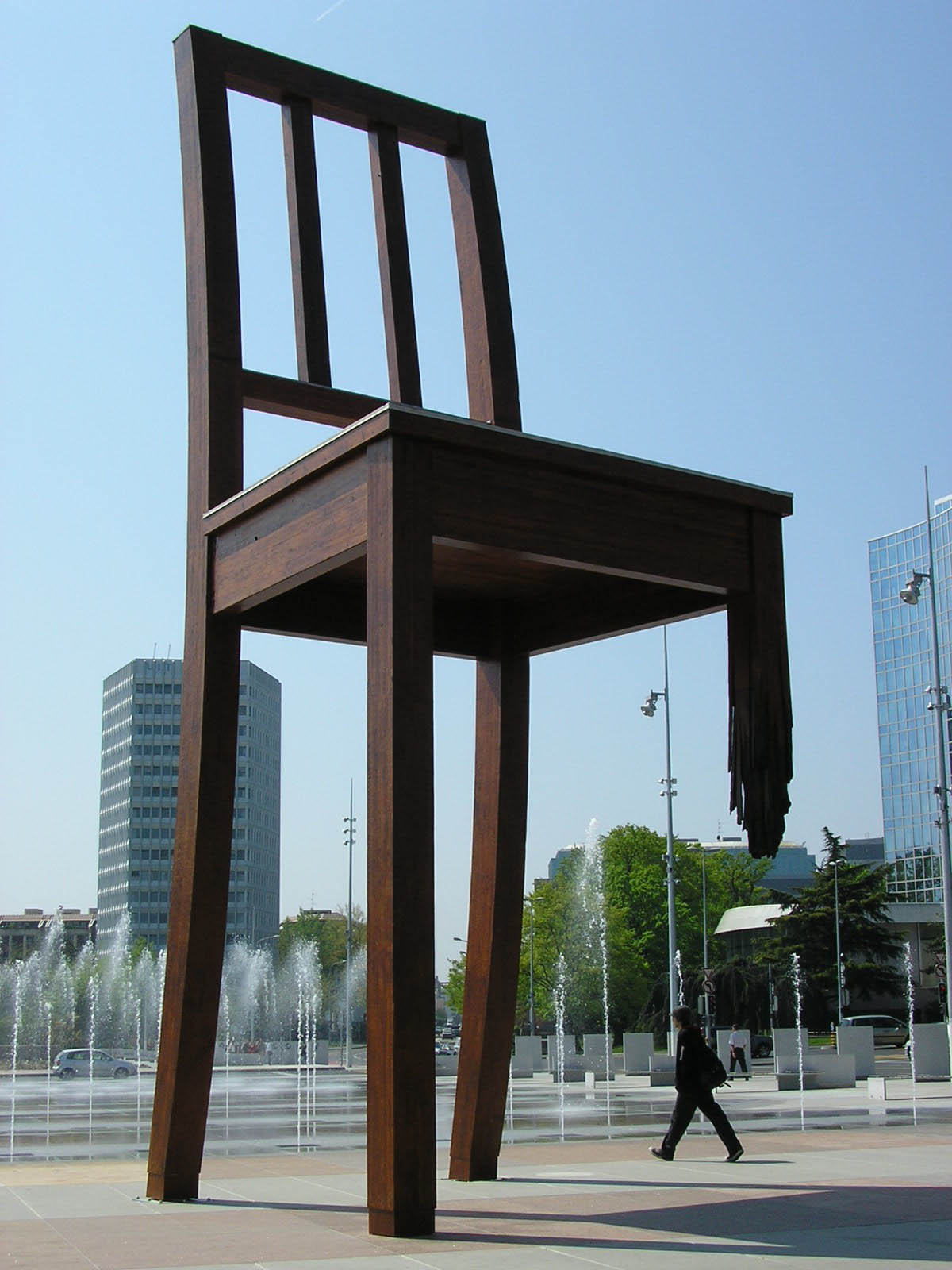
位于日内瓦万国宫前的“断椅”

断椅是瑞士艺术家丹尼尔·伯塞特设计的木制纪念雕塑，由木匠路易·日内瓦（英語：Louis Genève）建造。制作雕塑使用了5.5吨木材，高12米（39英尺）。
它描绘了一把断腿的巨大椅子，站在日内瓦万国宫对面。象征着对地雷和集束炸弹的反对，并提醒政治家和其他访问日内瓦的人。
46°13′21″N 6°08′20″E / 46.2226°N 6.139°E